# Stato separatista
Uno Stato separatista (detto anche Stato laico o Stato secolare) è uno Stato totalmente laico nella sua struttura, che non ammette interferenze di confessioni di nessun tipo e allo stesso tempo non si occupa di questioni di tipo religioso. Si identifica nella maggioranza dei casi con lo Stato moderno occidentale, maturato tra fine '700 e inizio '800 sulla spinta giusnaturalistica e illuministica. Lo Stato separatista ha avuto due modelli storici principali, molto diversi tra loro, ma che hanno raggiunto grosso modo lo stesso scopo: quello statunitense e quello francese.

| Stato separatista Stato confessionale Ambiguo o senza dati |

## Storia

### Separatismo americano
Il separatismo americano nasce in un contesto storico e sociale assai particolare, ovvero dall'arrivo di moltissime comunità assai eterogenee tra loro scampate alle persecuzioni religiose o a condizioni economiche precarie. Questa situazione porta immediatamente, col formarsi delle colonie, a ripudiare ogni ricordo delle persecuzioni europee, accettando la diversità altrui con la tolleranza. Inoltre, nel "Nuovo Mondo", c'era terreno vasto per chiunque, quindi l'aiuto di svariate confessioni religiose per l'arricchimento proprio e della comunità era non solo ben visto, ma anzi incoraggiato.
Il separatismo nordamericano è un tipico esempio della separazione pura.
- Art. VI, comma 3, della costituzione federale del 1787 recita: « Nessuna dichiarazione di fede sarà mai richiesta come condizione per ottenere qualunque ufficio ed incarico pubblico negli Stati Uniti ».
- E il Primo Emendamento del 1791: « Il Congresso non potrà emanare leggi concernenti la istituzione di una religione o la proibizione del suo libero esercizio ».

Conseguenze:
- nessuna religione è riconosciuta ufficialmente, non esiste cioè religione di Stato;
- vi è una fondamentale uguaglianza fra tutte le confessioni religiose, per cui lo Stato non può assicurare nessun tipo di aiuto alla Chiesa (Stato neutrale);
- inoltre lo Stato non si inserisce nella vita e negli affari della Chiesa, pur riconoscendo il matrimonio celebrato secondo i vari riti.

### Separatismo francese
Se nei futuri Stati Uniti il separatismo sorse in maniera tranquilla e in perfetta sintonia fra le varie confessioni, in un contesto storico-geografico pressoché idoneo allo sviluppo, in Francia, altra grande promotrice del separatismo, la situazione era ben differente. Oltralpe, infatti, il passaggio da stato confessionale a stato laico fu immediato e brusco, giacché lì non c'era una miriade di confessioni e tanti beni a disposizione, ma grosso modo una confessione assolutamente predominante, la Cattolica, che oltretutto già disponeva gran parte dei beni a danno degli altri. Si dovette pertanto agire in maniera dura, espropriando e limitando diritti preesistenti.
La separazione tra Stato e Chiesa in Francia è un tipico esempio di separazione ostile.
Fenomeni tipici del separatismo ostile:
Incameramento dell'asse ecclesiastico
Dal latino as, assis ossia patrimonio. Dalla confisca e dalla vendita del patrimonio ecclesiastico le finanze statali francesi non ebbero grandi giovamenti, dato che la messa in vendita di un'ingente massa di immobili ne faceva cadere il valore commerciale. Nemmeno ebbero a guadagnarci le masse operaie, ma la nobiltà e la borghesia. Infine, per la vita della Chiesa la perdita di molti beni portò a dar meno peso nell'apostolato ai mezzi umani e più all'efficacia della grazia (ma non mancò in alcune zone una reale povertà del clero).
Soppressione degli ordini religiosi
Possiamo avere diversi casi:
- non si riconosce la personalità giuridica delle Congregazioni Religiose: conseguenza è l'espulsione dei religiosi dalle loro case e la formazione di piccole comunità;
- si proibisce la vita comune (in Portogallo);
- si vietano i voti religiosi (in Messico nel 1917);
- si vieta di ricevere novizi (in Italia nel 1866)
- si richiede una speciale autorizzazione governativa difficilmente concessa (è il caso della Francia).

Introduzione del matrimonio civile e del divorzio
In questo caso furono battaglie perse dalla Chiesa. Il matrimonio civile fu considerato una conquista dello Stato moderno, con la sua conseguenza del divorzio. Ammesso nell'antichità, il divorzio rimase in vigore fino ai primi decenni del secondo millennio, quando la Chiesa avocò a sé le questioni matrimoniali. Venne reintrodotto nei paesi protestanti (ma più come principio che come pratica). Fu introdotto in Francia nel 1792, abolito col ritorno dei Borboni e definitivamente ristabilito nel 1884.
Laicizzazione della scuola
Linea comune è la soppressione nelle scuole pubbliche dell'insegnamento religioso e l'abrogazione di ogni sovvenzione statale alle scuole private (in alcuni casi anche la soppressione dell'insegnamento libero). Dure furono le battaglie su questo campo in Francia e in Belgio.

### Separatismo italiano
La situazione italiana era ben diversa da quella francese e americana, dato che l'Italia cominciò la sua laicizzazione parecchi decenni dopo e aveva altre problematiche piuttosto serie, come quella dell'unificazione nazionale, ma soprattutto della presenza all'interno della penisola dello Stato Pontificio, realtà che creava seri problemi sia politicamente per la già citata unificazione, sia a livello sociale, dato che il cattolicesimo influenzava in maniera forte quasi tutti gli italiani.
I primi passi si registrano nel 1848 con due atti di Carlo Alberto, che prima libera i valdesi da ogni discriminazione civile, poi nello Statuto Albertino pochissimi giorni dopo, conferma la supremazia della religione cattolica, considerata religione di Stato, pur ammettendo la tolleranza di altri culti in conformità delle leggi allora vigenti. La legge Sineo dello stesso anno, infine, cancella ogni possibilità di ineguale trattamento in base alla differenza di culto.
La successiva e ben nota legge Siccardi del 1850 abolisce il foro ecclesiastico, garantendo un'eguale ed unica giurisdizione in tutto il territorio dello Stato; dal 1855 al 1866 susseguono varie leggi che limitano e smantellano la proprietà privata della Chiesa, sopprimono vari ordini religiosi e incamerano moltissimi beni. Il Codice Civile del 1865 ritiene, poi, totalmente irrilevante nell'ambito giuridico il matrimonio religioso, istituendo quello civile. Infine, le leggi Casati e Coppino laicizzano le strutture scolastiche.
Per quel che riguardava, invece, i rapporti fra Stato e Chiesa, questi, dopo la presa di Roma del 20 settembre 1870, erano regolati della cosiddetta "legge delle guarentigie", la quale attribuiva al pontefice uno status personale unico quanto particolare: era infatti equiparato, per dignità e diritti personali, al sovrano d'Italia, rendendolo immune da qualsiasi controllo dell'autorità italiana, mentre i cardinali ed il conclave godevano di altri benefici simili.
Con la stipulazione dei Patti Lateranensi del 1929, in quanto nel concordato vi si affermava l'unicità della religione cattolica, mentre la Chiesa diviene di nuovo titolare di alcune prerogative giuridiche.
La Costituzione del 1948 riporta l'uguaglianza di libertà religiosa, senza tuttavia tornare ad un separatismo netto, ma avviando una condizione giuridica più originale e complessa, con la creazione della figura dell'Intesa e senza l'abolizione del precedente concordato. La libertà religiosa garantita costituzionalmente, infatti, non implica un eguale trattamento totale da parte dello Stato, ma un eguale trattamento nell'ambito dell'esercizio della libertà stessa.
La distinzione tra le diverse confessioni religiose nei rapporti con lo stato è comune a numerosi stati europei che presentano una laicità meno marcata rispetto ai modelli francese e statunitense, quali per esempio l'Austria, la Germania, la Spagna, il Portogallo, la Polonia, dove al principio di aconfessionalità dello stato si accompagna l'esistenza di concordati stipulati con la Chiesa cattolica e talora privilegi costituzionali per le confessioni legalmente riconosciute. Anche in stati privi di concordati, come il Belgio, vi sono rapporti istituzionali tra stato e chiesa.

## Lista dei paesi secolari per continente

### Africa
- Angola[2]
- Benin[3]
- Botswana[4][5]
- Burkina Faso[6]
- Burundi[7]
- Camerun[8]
- Capo Verde[9]
- Ciad[10]
- Etiopia[11]
- Gabon[12]
- Gambia[13]
- Guinea[14]
- Guinea-Bissau[15]
- Liberia[16]
- Mali[17]
- Namibia[18]
- Rep. del Congo[19]
- RD del Congo[20]
- Senegal[21]
- Somalia[22]
- Sudafrica[23]

### Americhe
- Brasile[24]
- Canada[25]
- Cuba[26]
- Honduras[27][28]
- Messico[29]
- Porto Rico[30]
- Stati Uniti[31]

### Asia
- Cina[32]
- Corea del Sud[33]
- Filippine[34]
- Giappone[35]
- India[36]
- Indonesia[37]
- Kazakistan[38]
- Kirghizistan[39]
- Laos
- Nepal[40]
- Siria[41]
- Sri Lanka[42][43]
- Thailandia[44]
- Timor Est[45]
- Turkmenistan[46][47]
- Vietnam[48]

### Europa
- Albania[49]
- Austria[50]
- Azerbaigian[51]
- Belgio[52]
- Bulgaria[53]
- Croazia
- Estonia[54]
- Francia[55]
- Galles ¤
- Germania[56]
- Irlanda[57]
- Italia[58]
- Lettonia[59]
- Lituania
- Macedonia del Nord
- Moldavia
- Norvegia
- Portogallo
- Rep. Ceca[60]
- Romania[61]
- Irlanda del Nord ¤
- Russia[62]
- Scozia ¤
- Serbia[63]
- Slovacchia[64]
- Slovenia
- Spagna
- Svezia[65]
- Turchia[66]
- Ungheria[67]

¤ Questi paesi sono nazioni costitutive del Regno Unito, la cui condizione in sé è ambigua.

### Oceania
- Australia[68]
- Micronesia[69]

## Ex Stati secolari
- Iran - È diventato uno stato secolare nel 1925 dopo che Reza Shah Pahlavi divenne scià. L'Islam è stato istituito nuovamente come religione ufficiale nel dicembre 1979 in seguito all'approvazione della nuova costituzione.
- Iraq ( Il capitolo 1, l'articolo 2 2005 della costituzione., costituzione è conforme alla revisione tramite il comitato costituzionale di revisione e un referendum pubblico possibile in 2007)
- Madagascar (1960–2007)  Costituzione con "laïc" rimosso. URL consultato il 29 ottobre 2017 (archiviato dall'url originale il 10 dicembre 2008).

## Stati ambigui
- Argentina - Secondo la sezione 2 della Costituzione dell'Argentina, "Il Governo Federale sostiene la religione Cattolica Romana Apostolica"[70], ma non sancisce né una religione ufficiale di stato, né una separazione tra Stato e Chiesa.
- Bangladesh - La Costituzione dichiara che il Bangladesh è uno stato sia islamico[71] che secolare[72]. La Corte Suprema del Bangladesh ha rigettato la proposta di renderlo solo islamico.[73]
- El Salvador - L'articolo 26 della Costituzione di El Salvador riconosce la Chiesa Cattolica e le concede preferenza legale.[74]
- Finlandia - Sostiene di essere secolare, tuttavia la Chiesa Evangelica Luterana della Finlandia e la Chiesa Ortodossa Finlandese hanno il diritto di esigere le imposte ecclesiastiche dai propri membri assieme alla tassazione governativa. In aggiunta alla tassa di appartenenza, le persone giuridiche come le imprese private possono aderire alla Chiesa con una tassazione che la finanzia.
- Germania - La Germania non ha una Chiesa di Stato. La relazione fra lo Stato e le comunità religiose è regolata da una partnership. Le comunità religiose con lo stato di ente pubblico hanno il diritto ad esempio di raccogliere le imposte ecclesiastiche dai propri membri assieme alle tasse statali.[75]
- Israele - Lo stato è laico, tuttavia molte leggi sono basate sull'ebraismo.[76]